# 南部球吾
南部 球吾（なんぶ きゅうご、1855年10月15日〈安政2年9月5日〉 - 1928年〈昭和3年〉11月4日）は、明治から大正に活動した日本の鉱山技術者。

## 来歴
越前国福井藩士で、維新後官吏となった南部広矛の次男として生まれる。
慶応2年（1866年）、藩の英学者の瓜生寅のもとで英学を修めた。1869年（明治2年）、開成学校に入学する。1870年（明治3年）、大学南校に移り化学を専攻した。
1875年（明治8年）、文部省の第1回アメリカ合衆国への留学生となり、長谷川芳之助とともにコロンビア大学で鉱山学を学んだ。1880年（明治13年）10月に帰国後、三菱に入社し、高島炭鉱の坑長を務め、工学博士となった。後大夕張炭礦取締役や東京倉庫取締役、本社鉱業部長兼炭坑部長、本社管事を務めた。
1928年11月4日死去。享年74（満73歳没）。

## 家族・親族
- 妻：幕臣・藤沢親之の長女屋須（やす）（藤沢利喜太郎の妹）[1]
- 息子：南部太郎（1884年4月生、工学士、三菱合資会社長崎造船所技師。妻志賀子は手塚太郎（手塚治虫の祖父）二女[1]